# Закон Рэлея — Джинса
Зако́н Рэле́я — Джи́нса — закон, определяющий вид объёмной спектральной плотности энергии излучения {\displaystyle u(\omega ,T)} и излучательной способности {\displaystyle \varepsilon (\omega ,T)} абсолютно чёрного тела с температурой {\displaystyle T}. Получен Рэлеем и Джинсом в рамках классической статистики (теоремы о равнораспределении энергии по степеням свободы и представлений об электромагнитном поле как о бесконечномерной динамической системе). Здесь {\displaystyle \omega } — частота излучения, но в качестве аргумента могут выбираться и другие параметры, например длина волны. 
Правильно описывает низкочастотную часть спектра, при средних частотах приводит к резкому расхождению с экспериментом, а при высоких — к абсурдному результату (см. ниже), указывающему на неприменимость представлений классической физики в данной задаче. Универсальным выражением для спектральной плотности является формула Планка, в пределе {\displaystyle \omega \to 0} превращающаяся в закон Рэлея — Джинса.

## Вывод формулы Рэлея — Джинса
Вывод основывается на законе о равнораспределении энергии по степеням свободы, в соответствии с которым на каждое электромагнитное колебание приходится, в среднем, энергия {\displaystyle kT} ({\displaystyle k} - постоянная Больцмана), состоящая из двух частей {\displaystyle kT/2}. Одну половинку вносит электрическая составляющая волны, а вторую — магнитная. 
Само по себе равновесное излучение в полости внутри абсолютно чёрного тела можно представить как систему стоячих волн. Количество стоячих волн в трехмерном пространстве в диапазоне частот {\displaystyle \omega \ldots \omega +\mathrm {d} \omega } даётся выражением
{\displaystyle \mathrm {d} n_{\omega }={\frac {\omega ^{2}\mathrm {d} \omega }{2\pi ^{2}v^{3}}}}.
Скорость волны {\displaystyle v} следует положить равной скорости света {\displaystyle c}. Так как в одном направлении могут двигаться две электромагнитные волны с одной частотой, но со взаимно перпендикулярными поляризациями, выражение вдобавок необходимо помножить на два:
{\displaystyle \mathrm {d} n_{\omega }={\frac {\omega ^{2}\mathrm {d} \omega }{\pi ^{2}c^{3}}}}.
Рэлей и Джинс каждому колебанию приписали энергию {\displaystyle {\overline {E}}=kT}. При этом плотность энергии, приходящаяся на интервал частот {\displaystyle \mathrm {d} \omega }, составит
{\displaystyle u(\omega ,T)\mathrm {d} \omega ={\overline {E}}\mathrm {d} n_{\omega }=kT{\frac {\omega ^{2}}{\pi ^{2}c^{3}}}\mathrm {d} \omega },
и, следовательно:
{\displaystyle u(\omega ,T)={\frac {\omega ^{2}kT}{\pi ^{2}c^{3}}}}.
Можно перейти от аргумента «частота {\displaystyle \omega }» к аргументу «длина волны {\displaystyle \lambda }» ({\displaystyle \omega =2\pi c/\lambda }):
{\displaystyle u(\lambda ,T)=u(\omega ,T)\cdot |{\frac {d\omega }{d\lambda }}|=kT{\frac {\omega ^{2}}{\pi ^{2}c^{3}}}\cdot {\frac {2\pi c}{\lambda ^{2}}}={\frac {8\pi kT}{\lambda ^{4}}}}.
Также можно перейти от аргумента «частота {\displaystyle \omega }» к аргументу «частота {\displaystyle \nu }» в герцах ({\displaystyle \omega =2\pi \nu }):
{\displaystyle u(\nu ,T)=u(\omega ,T)\cdot |{\frac {d\omega }{d\nu }}|=kT{\frac {\omega ^{2}}{\pi ^{2}c^{3}}}\cdot 2\pi ={\frac {8\pi \nu ^{2}kT}{c^{3}}}}.
Нередко для акцентуации, какой аргумент имеется в виду, символ {\displaystyle u} снабжают значком: {\displaystyle u_{\omega }}, {\displaystyle u_{\nu }} или {\displaystyle u_{\lambda }}.
Зная связь излучательной способности абсолютно чёрного тела {\displaystyle \varepsilon (\omega ,T)} с равновесной плотностью энергии теплового излучения {\displaystyle \varepsilon (\omega ,T)={\frac {c}{4}}u(\omega ,T)}, {\displaystyle \varepsilon (\lambda ,T)={\frac {c}{4}}u(\lambda ,T)} и {\displaystyle \varepsilon (\nu ,T)={\frac {c}{4}}u(\nu ,T)}, находим:
{\displaystyle \varepsilon (\omega ,T)={\frac {\omega ^{2}kT}{4\pi ^{2}c^{2}}}}.
{\displaystyle \varepsilon (\lambda ,T)={\frac {2\pi ckT}{\lambda ^{4}}}},
{\displaystyle \varepsilon (\nu ,T)={\frac {2\pi \nu ^{2}kT}{c^{2}}}}.
Зная связь энергетической яркости абсолютно чёрного тела {\displaystyle B(\omega ,T)} с равновесной плотностью энергии теплового излучения {\displaystyle B(\omega ,T)={\frac {c}{4\pi }}u(\omega ,T)}, {\displaystyle B(\lambda ,T)={\frac {c}{4\pi }}u(\lambda ,T)} и {\displaystyle B(\nu ,T)={\frac {c}{4\pi }}u(\nu ,T)}, находим:
{\displaystyle B(\omega ,T)={\frac {\omega ^{2}kT}{4\pi ^{3}c^{2}}}}.
{\displaystyle B(\lambda ,T)={\frac {2ckT}{\lambda ^{4}}}},
{\displaystyle B(\nu ,T)={\frac {2\nu ^{2}kT}{c^{2}}}}.
Выражения для {\displaystyle u(\omega ,T)} и {\displaystyle \varepsilon (\omega ,T)} называют формулой Рэлея — Джинса.

## Ультрафиолетовая катастрофа
Формулы для {\displaystyle u(\omega ,T)} и {\displaystyle \varepsilon (\omega ,T)} удовлетворительно согласуются с экспериментальными данными лишь для больших длин волн, на более коротких волнах теоретическая и экспериментальная кривые резко расходятся. Более того, интегрирование {\displaystyle u(\omega ,T)} по {\displaystyle \omega } в пределах от 0 до {\displaystyle \infty } для равновесной плотности энергии {\displaystyle u(T)} даёт бесконечно большое значение. Этот результат, получивший название ультрафиолетовой катастрофы, очевидно, входит в противоречие с экспериментом: равновесие между излучением и излучающим телом должно устанавливаться при конечных значениях {\displaystyle u(T)}. Логично предположить, что несогласие с экспериментом вызвано некими закономерностями, которые несовместимы с классической физикой. Эти закономерности были определены Максом Планком: в 1900 году ему удалось найти вид функции {\displaystyle u(\omega ,T)}, соответствующей опытным данным, в дальнейшем названной формулой Планка.